# U21-världsmästerskapet i handboll för herrar 2003
U21-världsmästerskapet i handboll för herrar 2003 var den 14:e upplagan av U21-VM i handboll på herrsidan och spelades i Brasilien från den 24 augusti till 6 september 2003. Världsmästare blev Sverige, för första gången i historien. Finalen mot Danmark avgjordes efter förlängning med resultatet 36–34, då matchen slutat 28–28 efter full tid.

## Medaljörer
| Guld | Silver | Brons     |
| --- | --- | --------- |
| Sverige1. Anders Persson 12. Richard Kappelin 16. Oscar Jensen 2. Lukas Karlsson 4. Martin Bystedt 5. Jonas Larholm 6. Robert Johansson 7. Nicklas Grundsten 8. Niklas Forsmoo 9. Joacim Ernstsson 10. Kim Andersson 11. Fredrik Petersen 13. Olof Ask 14. Sebastian Geissler 15. Fredrik Lindahl 17. Rasmus WremerFörbundskapten: Ingemar Linnéll Per Johansson (ass.) | Danmark1. John Boye Rasmussen 12. Anders Petersen 16. Rasmus Pedersen 2. Elijan Dzankovic 4. Jakob Aarøe Dam 5. Nicolai Hansen 6. Martin Bager 8. Jakob Green Jensen 9. Kim Hagsten Nielsen 10. Thomas Mogensen 11. Lasse Svan 14. Mathias Madsen 17. Daniel Svensson 18. Per Leegaard 19. Jesper Jespersen 21. Anders EggertFörbundskapten: Carsten Albrektsen | Slovenien |

- Källa: [3]

## Statistik

### Slutplaceringar
| 1. Sverige U21                 |
| 2. Danmark U21                 |
| 3. Slovenien U21               |
| 4. Spanien U21                 |
| 5. Kroatien U21                |
| 6. Schweiz U21                 |
| 7. Polen U21                   |
| 8. Brasilien U21               |
| 9. Tunisien U21                |
| 10. Egypten U21                |
| 11. Serbien och Montenegro U21 |
| 12. Qatar U21                  |
| 13. Tyskland U21               |
| 14. Slovakien U21              |
| 15. Ungern U21                 |
| 16. Argentina U21              |
| 17. Ukraina U21                |
| 18. Algeriet U21               |
| 19. Kuwait U21                 |
| 20. Puerto Rico U21            |

### All-Star Team
- Mest värdefulla spelare (MVP):  Kim Andersson

- Målvakt:  Anders Persson
- Vänstersexa:  David Špiler
- Mittsexa:  Carlos Rodriguez
- Högersexa:  Lasse Svan
- Vänsternia:  Karol Bielecki
- Mittnia:  Bruno Santana
- Högernia:  Kim Andersson